# Brexia marioniae
Brexia marioniae är en benvedsväxtart som beskrevs av George Schatz och Lowry. Brexia marioniae ingår i släktet Brexia och familjen Celastraceae. Inga underarter finns listade.